# Aérodrome de Curtis Field
L'Aérodrome de Curtis Field (code IATA : BBD • code OACI : KBBD • code FAA : BBD) est un aérodrome situé à cinq kilomètres au nord-est de Brady, dans le comté de McCulloch, au Texas. Il doit son nom au maire de Brady, Harry L. Curtis, qui a proposé le site aux les forces aériennes de l'armée américaine (USAAF).

## Histoire
La construction a commencé en novembre 1940. La main-d’œuvre a été fournie par la Works Progress Administration, et l'équipement par la ville et le comté. L'aérodrome a ouvert en août 1941, avant d'être repris par l'armée le 1er janvier 1942 pour être utilisé comme aérodrome d'entraînement principal des pilotes durant la seconde guerre mondiale.